# 積川神社

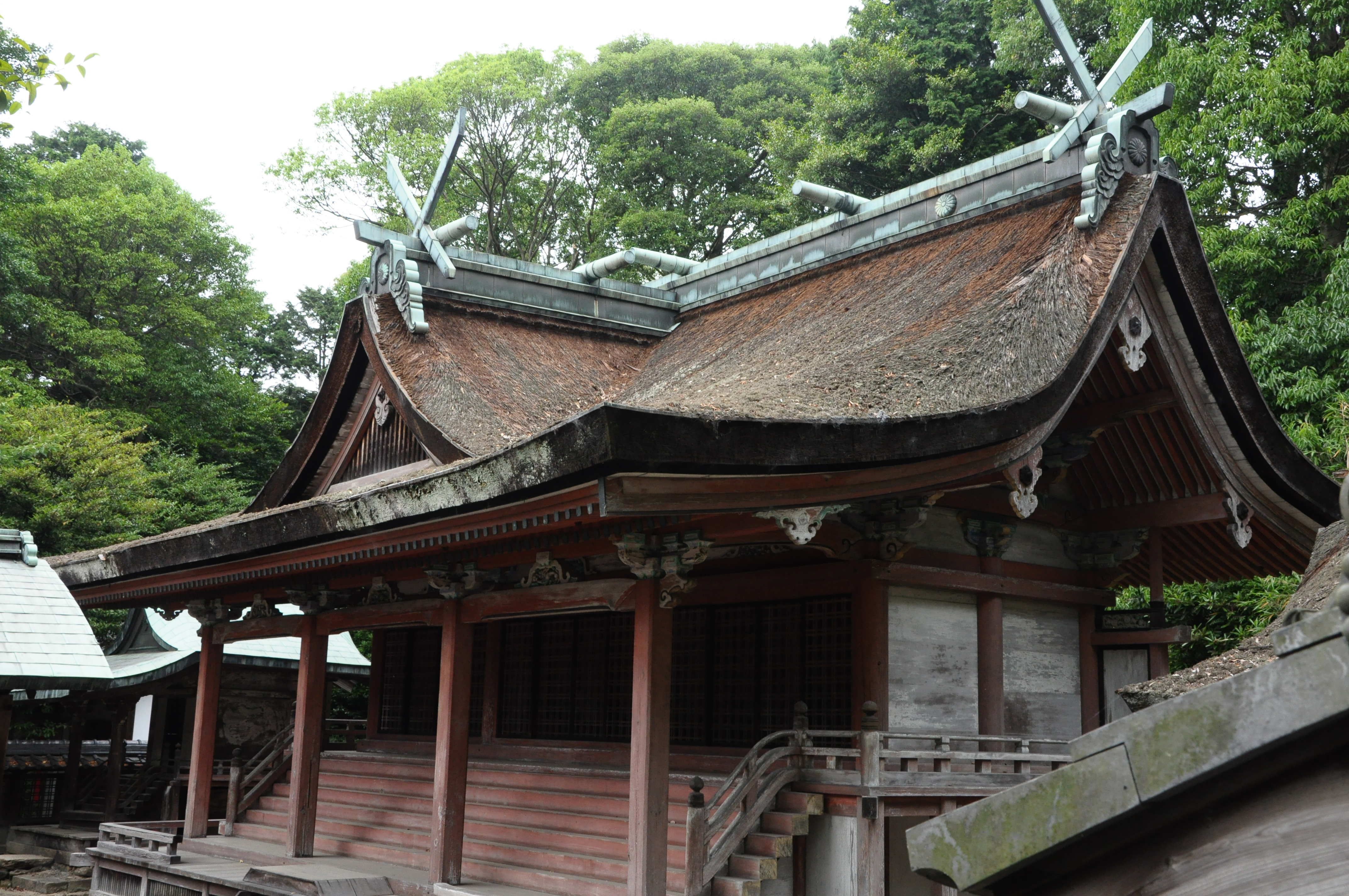
本殿

積川神社（つがわじんじゃ）は、大阪府岸和田市積川町にある神社。式内社で、旧社格は郷社。和泉国四宮。勅願社である。

## 祭神
- 主祭神 - 生井神（いくいのかみ）、栄井神（さくいのかみ）、綱長井神（つながいのかみ）、阿須波神（あすはのかみ）、波比岐神（はひきのかみ）。

総称して一般的には座摩神と呼ばれている。

## 歴史
崇神天皇の御代に創立されたといわれ、延長5年（927年）成立の『延喜式』神名帳にも記載されている古社である。
貞観6年（864年）3月に従四位下、貞観15年（873年）4月には従四位上に叙せられている。
『大阪府史蹟名勝天然記念物』の岸和田市積川神社の項には、「白河上皇、熊野御幸のとき、八木郷額原に於て、本社を遑（遙カ）拝あらせられ、芝草を積みて、舞台となし、舞楽を奏せしめ給ひし時、上皇傍の鳥居に掲げたる扁額の筆蹟の拙きをみそなはせられ、親ら筆を執りて『正一位　積川大明神』の八字を大書して之に代へさせ給ひしといふ」という社伝が紹介されている。寛治4年（1090年）の出来事であるという。
永暦元年（1160年）10月の後白河上皇による熊野御躰の勧請に際して、養和元年（1181年）に積川社は今熊野社領諸国荘園28箇所の一つとして寄進された。
永万元年（1165年）の神祇官諸社年貢注文には、和泉五社（和泉国一宮・大鳥大社、二宮・泉穴師神社、三宮・聖神社）、四宮・積川神社、五宮・日根神社）の他の四社とともに都の神祇官に直属して、その御年貢進社とされ、和泉国近木荘特産の櫛（和泉櫛・近木櫛）を納めていたことが記されている。
建保5年（1217年）の後鳥羽上皇・女院両院の御幸記には、泉州路で種（積）川使を勤めた者についての記述があり、熊野御幸の路次の各名社に院の奉幣使が立てられたことが示されている。
天正3年（1575年）10月20日には織田信長より社領を安堵されている。この頃には社領が600石あったという。しかし、天正13年（1585年）に豊臣秀吉により社領が没収された。
慶長8年（1603年）に豊臣秀頼が片桐且元に命じて本殿（重要文化財）の大修理が行われている。
寛永17年(1640年)　に岡部宣勝が高槻藩より岸和田藩へ入封した際、南郡岸和田浜町にあった一の鳥居を同郡額原村に移動される。
1873年（明治6年）に郷社に列せられている。
1906年（明治39年）8月14日の内務省神社・宗教両局長依命通牒によるいわゆる「神社合祀」で、泉南郡山直上村の各神社を大字積川の積川神社に合祀せよとの方針が示されたが、大字稲葉の井坂楠太郎の反対運動によってこの合祀方針を断念させ、大字包近の楠本神社、山直中の中村神社、稲葉の菅原神社が現在に至るまで残ることとなった。これとは別に、上述の「神社合祀」で、1907年（明治40年）11月9日、大字積川地内にあった八坂神社、菅原神社、白鬚社の各村社が積川神社に移されている。
1908年（明治41年）1月には神饌幣帛料供進社に指定されている。
本殿は1914年（大正3年）4月に古社寺保存法に基づいて特別保護建造物に指定され、1929年（昭和4年）には国宝保存法成立によって国宝となった。現在は1950年（昭和25年）の文化財保護法施行により、重要文化財に指定されている。

## 遙拝所

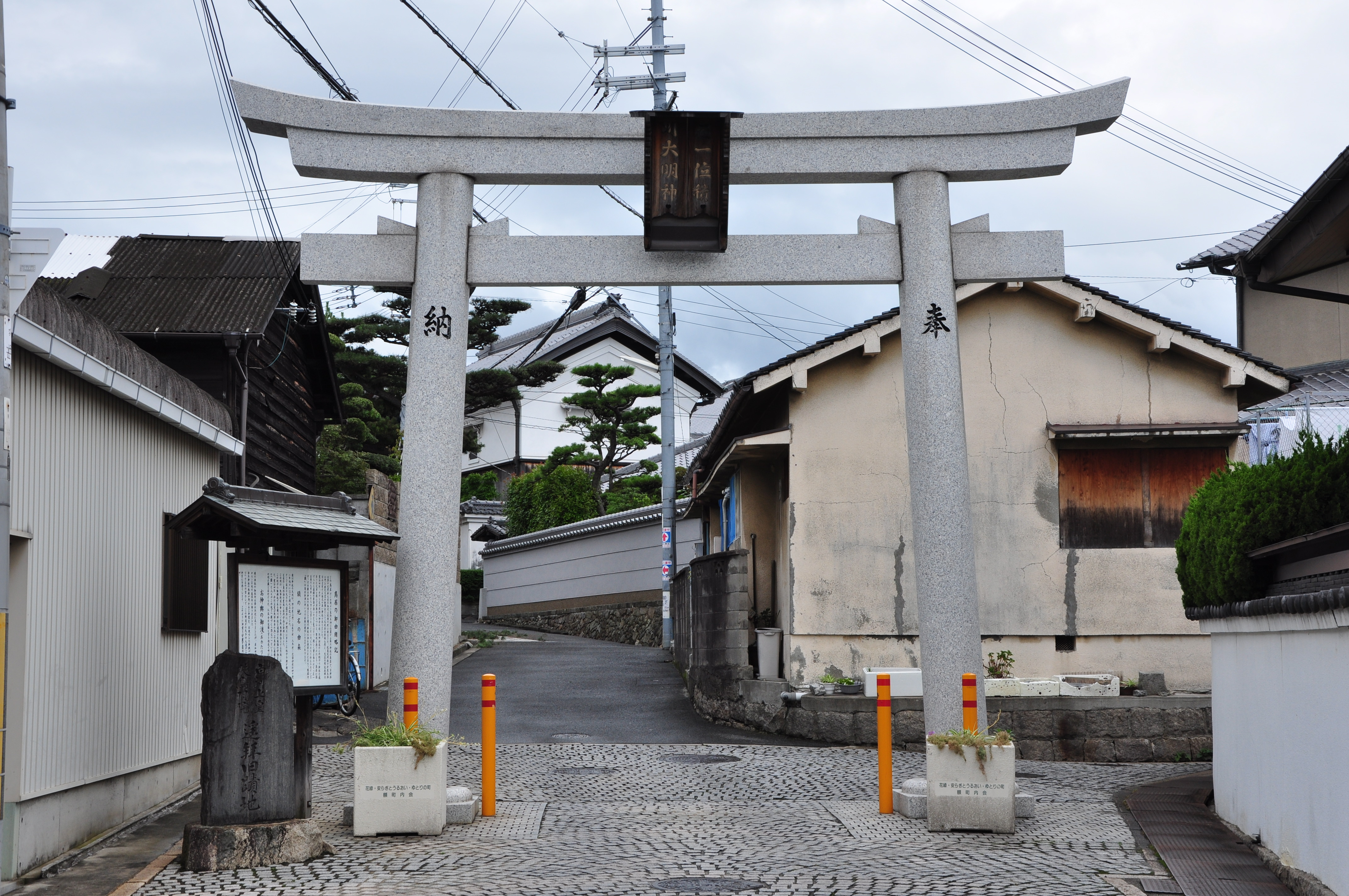
積川神社遙拝所
位置：

積川神社遥拝所は大阪府岸和田市小松里町字北額（額町）の府道30号線（熊野古道）沿いにある。積川神社の氏地は牛滝川に沿って磯上町付近までに及び、遠方の氏子が積川神社に参拝できるよう、中間地点付近に遥拝所が設けられた。
熊野古道沿いにあるため、熊野参詣をする皇族・公家が勅願社である積川神社を遥拝する（額づく）場所にもなった。また、上述の白河上皇が扁額を書かれたのは寛治4年（1090年）のことで、現在掲げられているものはその模写である。なお、これらの話から地名が「額」になったという。
また、かつて岸和田浜に御旅所が設けられていたが、岸和田城下の建設に伴い、当地へ移されている。

## 境内
- 本殿（重要文化財） - 慶長8年（1603年）に豊臣秀頼が片桐且元を奉行として大修理が行われている。三間社流造。正面千鳥破風付桧皮葺。
- 石灯籠 - 正平7年（1352年）に楠木正儀が寄進したものと伝わり、御垣内左社殿の前にある。本殿の前にある1対の石灯籠は大坂商人加賀屋四郎右衛門が寄進した物である。寄進年代は不明。
- 中門
- 拝殿
- 社務所
- 積川町神社会館
- 境外地
  - 遥拝所（御旅所）

### 摂・末社
- 天神社 - 祭神：菅原道真
- 八阪社 - 祭神：須佐乃男命
- 白髪社 - 祭神：猿田彦命
- 積川戎社 - 祭神：事代主命

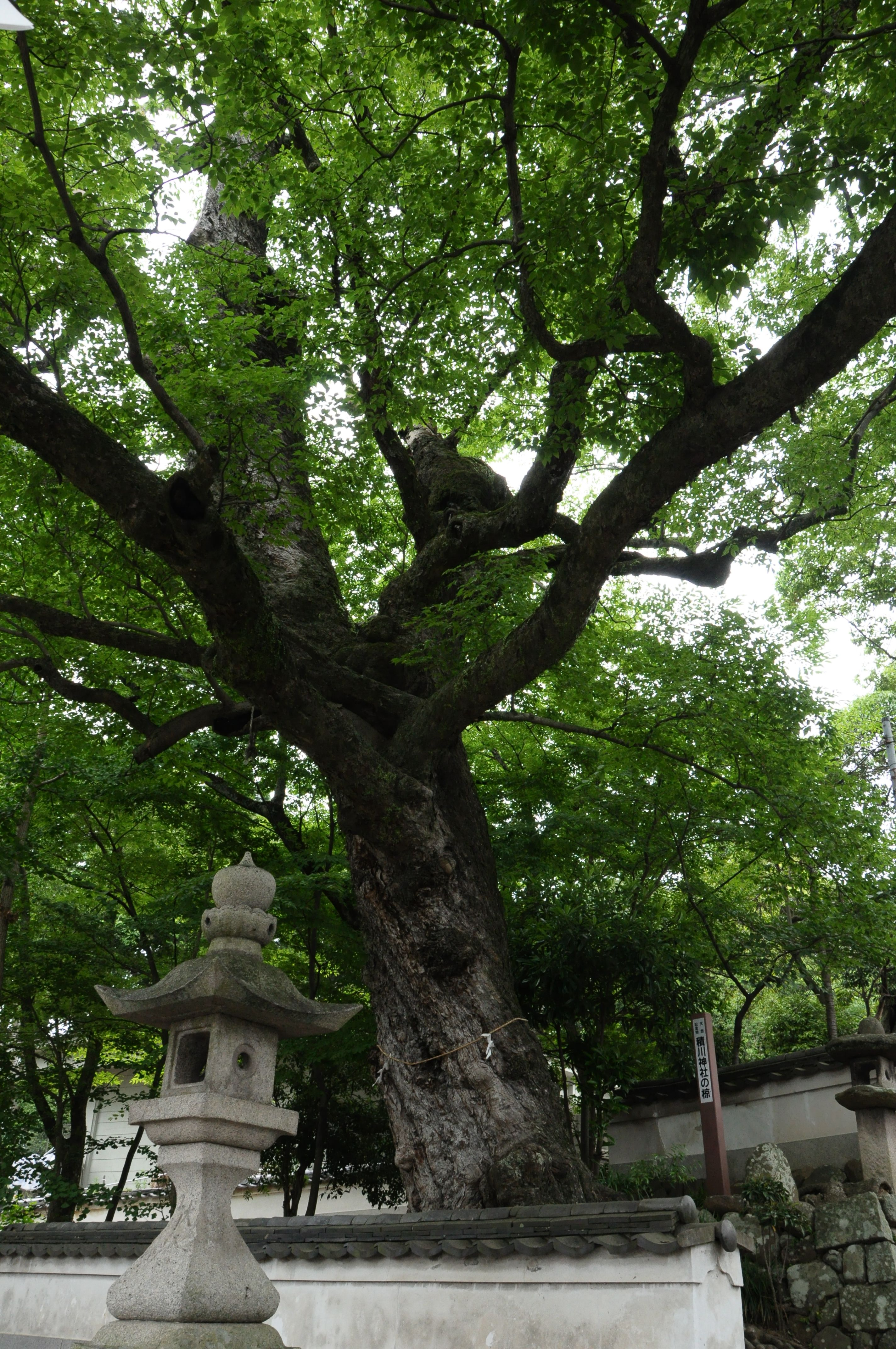
天然記念物の椋。一の鳥居を入ってすぐの石段の脇にある。
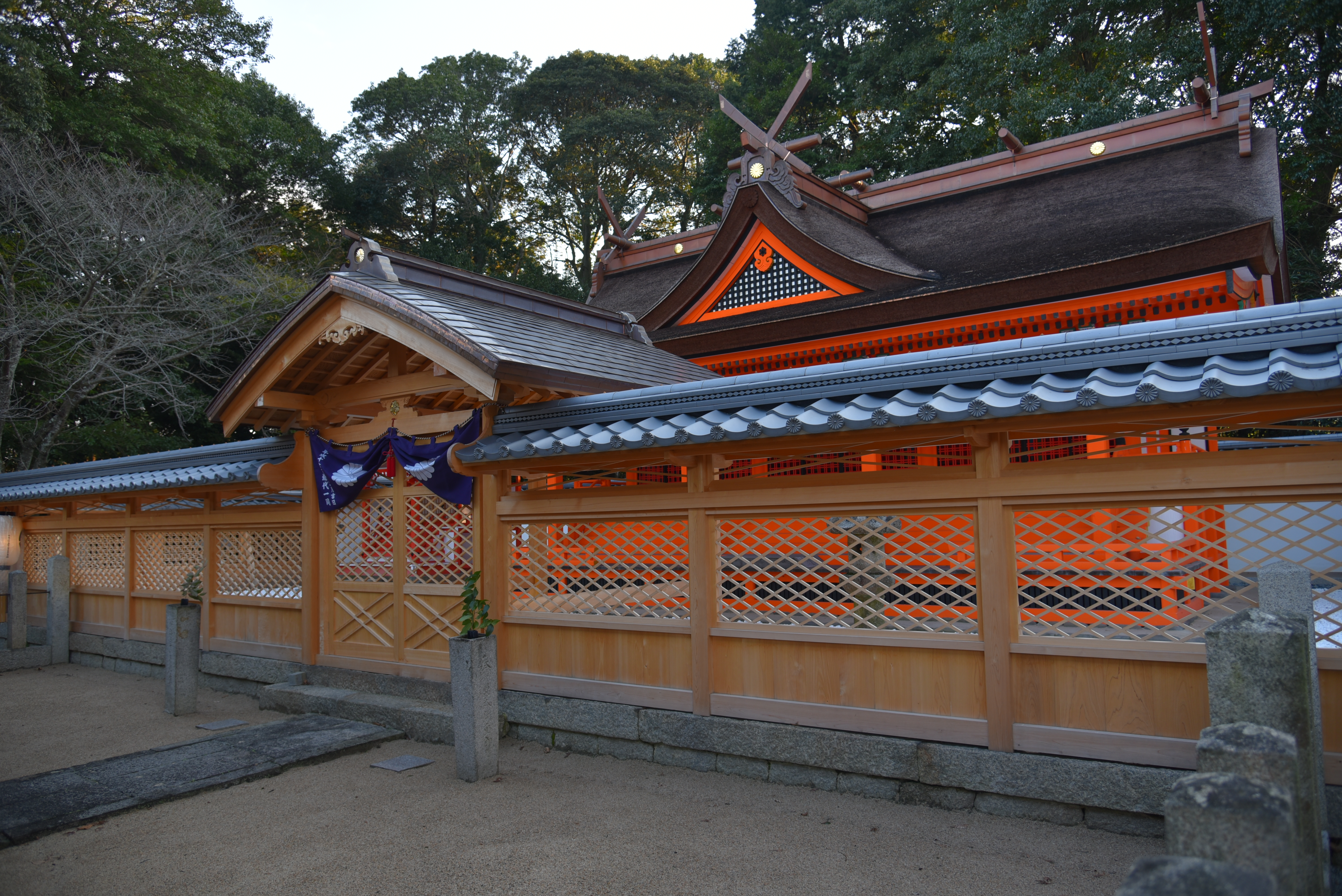
重要文化財である本殿の保存修理事業が平成28年に行われた。写真は修理後の本殿の様子。
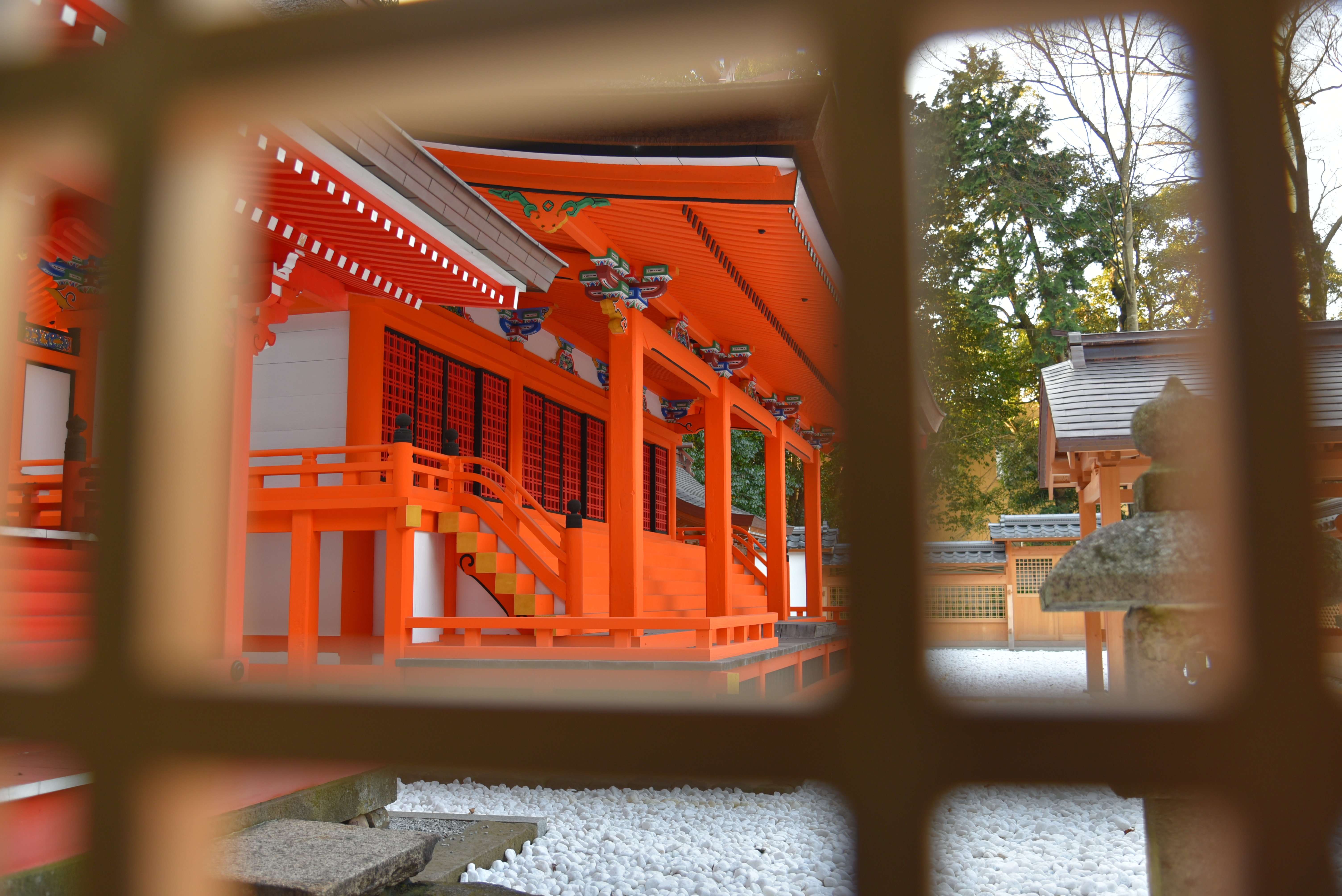
平成28年に本殿保存修理事業が実施され、色鮮やかになった本殿の様子。
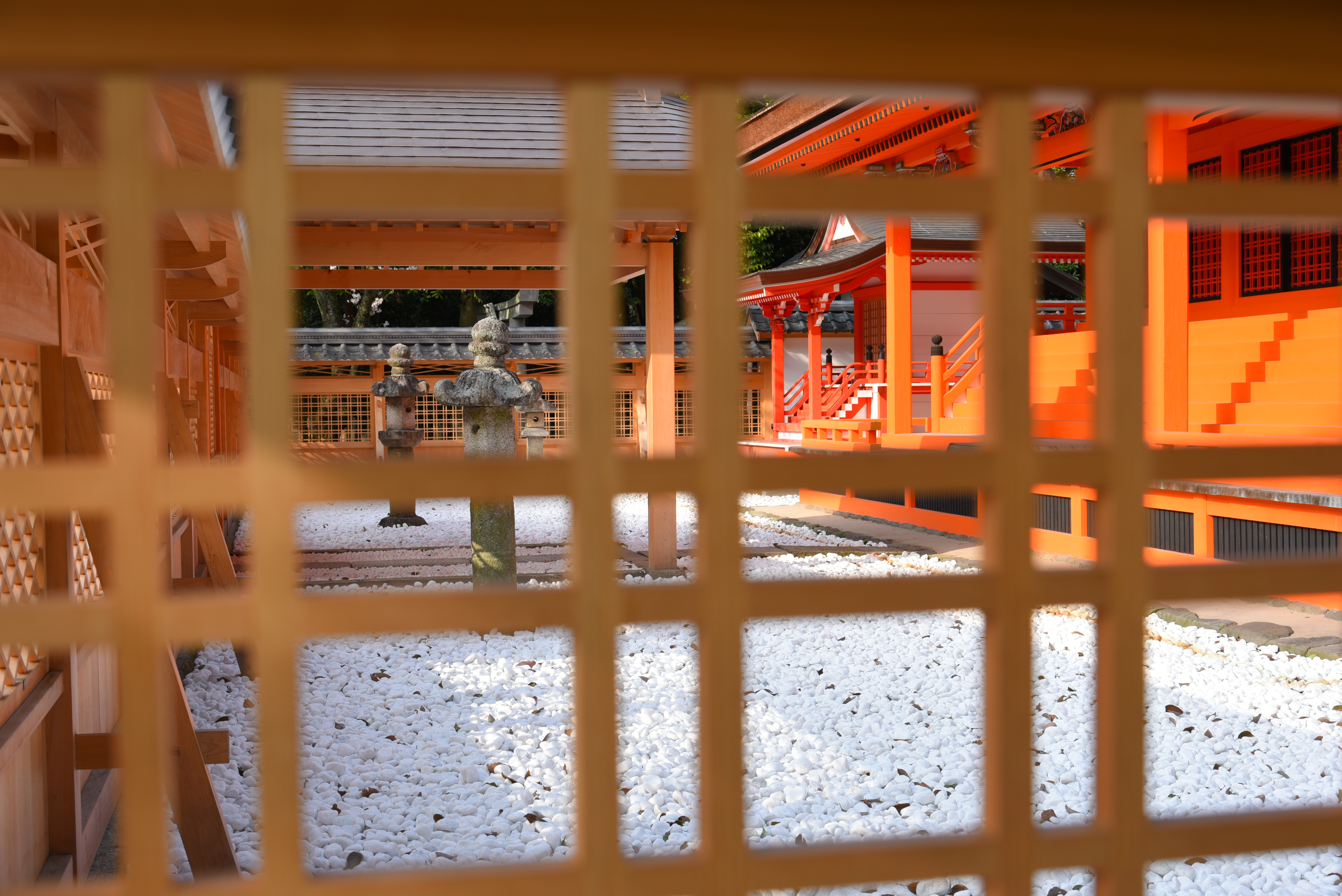
本殿正面にある石灯籠。楠木正儀の寄進といわれる。

## 文化財

### 重要文化財
- 本殿 - 1914年（大正3年）4月17日指定。

### 大阪府指定有形文化財
- 木造男女神像 4体 - 鎌倉時代。
- 扁額 - 勅額「正一位積川大明神」は白河上皇の宸筆とされる。寛治4年（1090年）のもの。

### 岸和田市指定天然記念物
- 積川神社の椋

### その他
- 神輿 - 淀殿奉納といわれる。重要文化財申請中。
- 古鏡

## 祭事
- 例祭 10月8日